# Disaster: Day of Crisis
Disaster: Day of Crisis es un videojuego creado por Monolith Soft y cuya publicación se encargó Nintendo. El juego fue lanzado para Wii como parte de la iniciativa del estudio de crear nuevas franquicias para Nintendo. Es un juego de supervivencia, cuyo objetivo es sobrevivir y escapar a diferentes desastres naturales. Según palabras de la propia Nintendo, el juego cuenta "con un motor de físicas puntero y fascinantes efectos visuales" para recrear el terror de las grandes catástrofes.
Tras un largo periodo de escasa información sobre el juego después de su anuncio oficial en el E3 2006, en una entrevista durante el E3 2007, Beth Llewelyn, director de marketing de Nintendo of America, reveló que Disaster: Day of Crisis aún necesitaba trabajarse más y que "su aspecto es muy bueno". En el número de abril de 2008 de la revista Famitsu, se reveló que la fecha de lanzamiento del juego para Japón sería el 3 de julio de 2008. Pero Monolith Soft, el 17 de mayo de 2008, anuncia que la fecha de lanzamiento se pospone indefinidamente para poder "incrementar la calidad del producto final". El 13 de agosto de 2008, en el sitio web de la OFLC de Australia, el organismo regulador de la clasificación por edades, listó el juego con una calificación M (mayores de 15 años), dando a entender que el juego está próximo a su lanzamiento ya que ya ha sido clasificado. A pesar de ello, el 19 del mismo mes, Nintendo anunció que el juego estaba "aún en desarrollo". El 2 de septiembre, Nintendo of Europe confirmaba la fecha de lanzamiento europea para el 24 de octubre de 2008 en una nota de prensa enviada a los medios. El lanzamiento en América fue finalmente cancelado.

## Sistema de juego

### Modos de juego
Una vez finalizado el modo historia principal, se desbloquearán los siguientes modos:
- Campos de Tiro:
- Campaña de Resistencia:
- Modo Catástrofe Realista: es el modo historia en un nivel mayor de dificultad. Servirá para desbloquear ciertos accesorios, trajes y armas que no aparecían en el modo normal.[4]

## Argumento
Los Estados Unidos están siendo asolados por diversas catástrofes naturales. El jugador tomará el control de Ray, un antiguo miembro de un destacamento de rescate de élite. No sólo tendrá que enfrentarse a la naturaleza, sino también a una unidad de las fuerzas armadas, llamada SURGE, que ha aprovechado la caótica situación para hacerse con un arma nuclear. Ray luchará por sobrevivir en diferentes situaciones, como escapar en un coche de un volcán en erupción, nadar en una riada o evitar ser aplastado por los edificios que se derrumban durante un terremoto.